# チャイナ・ロビー
チャイナ・ロビーは、アメリカ合衆国の対アジア政策を中国国民党や中国共産党にとって有利な方向へ誘導するためにアメリカの連邦議会への働きかけを中心とした活動をした議会外の政治団体。
上海で印刷業を営んでいた宋一族によって第一次世界大戦頃にアメリカと日本を対立させ日本を弱体化させることを目的として設立された。その後も日中戦争や国共内戦、米中関係の各段階でアメリカの政策に影響を与えた。親華派（親台派）でチャイナ・ロビーの代表的な政治家と目されていたリチャード・ニクソン大統領の電撃的な中国訪問によって中華民国が築いたチャイナ・ロビーは事実上影響力を失ったとされる。